# Franz Zelwecker
Franz Ferdinand (Ferry) Zelwecker (Wenen, 8 januari 1911  –– aldaar, 16 augustus 1998) was een Oostenrijks componist en dirigent.

## Levensloop
Zelwecker kreeg zijn basisopleiding in het Knabenseminar der Erzdiözese Wien in Hollabrunn, Oostenrijk. Eerst studeerde hij rechten aan de universiteit, maar hij volgde al spoedig zijn muzikale talenten en deed zijn muziekstudies aan het conservatorium in Wenen. Hij studeerde eerst kerkmuziek en koorzang bij Franz Kosch en muziektheorie bij Joseph Marx. 
In 1934 werd hij medewerker van de RAVAG (Oostenrijkse radiostation). Naast Charly Gaudriot en Max Schönherr was hij dirigent van het Kleine Wiener Rundfunkorchester en het Große Wiener Rundfunkorchester (Radio-Symphonieorchester Wien). Verder verzorgde hij nog optredens met zijn eigen band.
Van 1950 tot 1957 muziekdirecteur aan het hof van keizer Haile Selassie van Ethiopië in Addis Abeba. Daar stichtte hij het Ethiopische Nationaltheater en eveneens een kring van muziekvrienden. Vanzelfsprekend was hij ook de eerste artistieke directeur van het Nationaltheater. Voor de openingsceremonie, die op diezelfde dag was als het zilveren jubileum van Haile Selassie als keizer van Ethiopië, had Zelwecker een compositie geschreven genaamd David and Uriah, een muzikale enscenering met de toenmalige minister-president H.E. Bitwèdèd Mèkonnen Endalkatchèw. Hij heeft grote indruk in Ethiopië achtergelaten en veel voor de muzikale ontwikkeling in dit land gedaan. 
In 1957 kwam hij weer terug naar Oostenrijk en werkte opnieuw voor de ORF. In deze functie bleef hij tot 1976 als hij met pensioen ging en waar hij tot het einde van zijn beroepsloopbaan bij Radio Niederösterreich hoofd van de afdeling lichte muziek was.
Hij werd meerdere malen onderscheiden, onder andere met de grote gouden herinneringsmedaille van Ethiopië, de ster van Ethiopië, het gouden ereteken van de keizerlijke garde van Ethiopië, het gouden erespeldje van de federatie van de door de oorlog blind gewordenen in Oostenrijk, het gouden ereteken voor verdiensten van de deelstaat Neder-Oostenrijk en het erekruis voor wetenschap en kunst. Hij werd ook tot professor benoemd.
Als componist schreef hij toneelwerken, werken voor orkest, kamermuziek, liederen en chansons voor zijn echtgenote Minja Petja.

## Composities

### Werken voor orkest
- 1955 Äthiopische Rhapsodie
- Darf ich bitten?, wals
- Flieder aus Schönbrunn, wals
- Mazurka
- Nachtschwärmer-Walzer, op. 466
- Permettete?, wals
- Solche liebe Guckerln
- Théodoros, Hannibal

### Werken voor harmonieorkest
- 1951 Husaren-Galopp
- 1974 Allzeit getreu, mars
- Babenberger Marsch
- Ein Blumenstrauss aus Wien

### Toneelmuziek
- David and Uriah, muzikale enscenering ter gelegenheid van de opening van het National Theater van Ethiopië

#### Operette
- 1943 Wiener Bonbons
- 1968-1972 Walzerkongreß, twee delen - libretto: Hugo Wiener

### Muziek voor de omroep
- Der Alpenkönig und der Menschenfeind (samen met: Wenzel Müller)

## Publicaties
- Siegfried Lang: Lexikon Österreichischer U-Musik-Komponisten im 20. Jahrhundert. Österreichischer Komponistenbund (ÖKB)/Arbeitskreis U-Musik, Wien. 1987. 248 p.

- Gemeinsame Normdatei: 134564286
- International Standard Name Identifier: 0000 0000 5598 9961
- Istituto Centrale per il Catalogo Unico: DDSV352222
- Virtual International Authority File: 79673673
- WorldCat: E39PBJrWFBb646y47jPmRYFVG3